# فرمانده ارشد کونوئه
فرمانده ارشد کونوئه، کونوئه نو دایشو (به ژاپنی: 近衛大将 このえ の だいしょう)، یک ریو گائیکان در سیستم دولتی ریتسوریو ژاپن است. سران کونوئفو چپ و راست که وظیفه نگهبانی از کاخ امپراتوری را بر عهده دارند. «ساکون نو دایشو» (ژنرال سمت چپ) در ساکون فو قرار گرفت و «اوکون نو دایشو» (ژنرال سمت راست) در اوکون نو قرار گرفت. آنها همچنین به اختصار «ژنرال چپ» و «ژنرال راست» نیز نامیده می‌شوند که ژنرال چپ دارای رتبه بالاتر است. ظرفیت هر کدام یک نفر است. این بالاترین مقام در میان وابسته‌های نظامی دائمی بود و همزمان سمت فرماندهی اصطبل اسب‌ها ja:馬寮 را نیز داشت.